# Îlets du François
Les îlets du François, sont un petit archipel situé en Martinique et composé d'îlets pour la plupart inhabités appartenant administrativement à Le François. 

## Géographie
Ils constituent un site protégé et se composent de huit îlets s’étalant sur une superficie totale de 68 hectares. 

## Histoire
Les îlets Frégate, Lavigne, Long, Oscar et Thierry sont protégés par un arrêté de protection de biotope depuis 2003. Ils sont inscrits par l’arrêté ministériel du 28 juillet 2007, avec les îlets Lapins et Pelé. Seul l'îlet Métrente, habité, n'est pas inscrit.
Entre les îlets Oscar et Thierry se trouve la Baignoire de Joséphine, un haut-fond sableux, dit fond blanc,  très fréquenté par la clientèle touristique à laquelle est proposé le "baptême du rhum".